# آساكا
آساكا هي مدينة ومركز مقاطعة آساكا في ولاية أنديجان في أوزبكستان.